# Preventivmedlens och abortens historia i Sverige

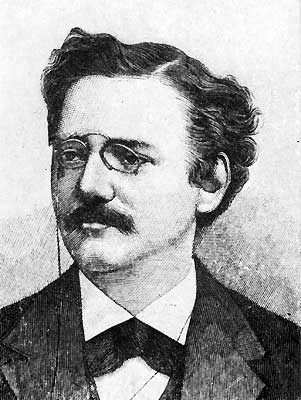
Knut Wicksell

Preventivmedel och abort har en lång historia i Sverige. 
Under slutet av 1800-talet pågick en debatt i Sverige om det "sociala eländet". För att komma tillrätta med detta problem förespråkade Knut Wicksell användning av preventivmedel. Han mötte starkt motstånd som ansåg att preventivmedel skulle ge mycket skadliga förändringar av kvinnors sexuella beteende. Kring sekelskiftet uppstod en allmän diskussion om behovet av preventivmedel för kvinnor. Frågan som debatterades var om preventivmedel skulle befria kvinnorna eller göra det svårare för dem att tacka nej till samlag. För många kvinnor var det viktigaste att bli av med målsmanskap och kunna neka samlag.
Hinke Bergegren förespråkade preventivmedel och ansåg att kunskap om och tillgång till preventivmedel skulle minska fattigdomen i Sverige. Även han möttes av mycket kritik och hans yttrande ledde till 1911 års preventivmedelslagstiftning, Lex Hinke. Lagen förbjöd offentlig information om preventivmedel. Svenska myndigheter ansåg att detta var en bra lag, men den kom i praktiken att få förödande konsekvenser.
Den första abortlagen blev hårt kritiserad, vilket ledde till utformandet av den andra abortlagen. Denna lag fick stor betydelse för kvinnor och resulterade i färre illegala aborter. Skolan började även bedriva sexualundervisning och synen på sexualitet blev friare under 1920-talet.

## Preventivmedel
Olika former av preventivmedel har alltid använts. Metoderna varierade från verkningslösa vidskepliga ritualer, till tekniker som avbrutet samlag, och olika former av naturmediciner. Dessa kunskaper fördes vidare informellt, men även av kloka gummor. Det är sannolikt att kvinnor alltid känt till olika metoder som de använt för att hindra ofrivilliga graviditeter som resultat av frivilligt eller påtvingat samlag och som förmedlades mellan kvinnor. Detta förenade kvinnor i en gemenskap som uteslöt och skapade fruktan hos män för kvinnor och deras kroppar.

### Sedlighetsdebatten under 1800-talet
Se även: Sedlighetsdebatten

#### Preventivmedlens motståndare
Under 1870-talet ökade befolkningen i Sverige vilket ledde till trångboddhet, sjukdomar, alkoholism, prostitution, könssjukdomar, ogifta kvinnor, barn födda utanför äktenskap, barnamord och aborter. För att komma till rätta med det "sociala eländet" började Knut Wicksell förespråka preventivmedel. Wicksell bemöttes av motståndare vars huvudargument argument var att om graviditetsrisken upphävdes skulle ingenting finnas som lade band på den kvinnliga sexuella lusten. De menade även att den sexuella njutning utan risk för befruktning som preventivmedlet möjliggjorde skulle resultera i att samlaget enbart skulle användas för njutning istället för barnalstrande. De ansåg även att preventivmedlen skulle resultera i sjukdomar såsom homosexualitet, ofruktsamhet och otrohet genom missbruk av könsorganen. Motståndarna trodde också att användandet av preventivmedel skulle ge farliga effekter på kvinnans sexuella beteende.
De menade att rädslan över att bli gravid hjälpte den ogifta kvinnan att stå emot frestelser. Att kvinnan själv skulle kunna bestämma om hon vill ha barn eller inte skulle resultera i att hon istället började följa mannens exempel och ägna sig åt relationer utanför äktenskapet. Motståndare föreslog att man istället för preventivmedel skulle tillämpa sexuell avhållsamhet inom äktenskapen och på så sätt hålla barnantalet nere. Sexuell avhållsamhet skulle även förhindra oönskade graviditeter på grund av misslyckade preventivmedel, likväl abort. De ansåg att avhållsamhet inte behövdes tillämpas fullt ut då de trodde att få kvinnor var så fertila att de ständigt fick barn på barn. Dessutom ansåg man att legalisering av abort skulle innebära att man tog ett steg tillbaka i utvecklingen och emot vad den kristna moralen förespråkade.

#### Kvinnorörelsens inställning
Kvinnor uttalade sig inte i någon större utsträckning offentligt i frågan om preventivmedel. En anledning var att tidens kvinnorörelse inte vågade. Detta med anledning till att argument som fördes emot kvinnoemancipation och rösträtt var att kvinnorna skulle sluta föda barn om de blev emanciperade. Man ansåg att avskaffandet av mannens målsmanskap och rätten till att bestämma över hustruns arbetskraft och sexualitet var viktigare frågor, och att en hustrus rätt att säga nej till samlag skulle vara ett större framsteg i och med att sexuell underdånighet sågs som ens hustrus plikt enligt lag och sed.
Preventiva åtgärder sågs inte som ett medel till kvinnoemancipation på grund av det sexuella tvång man ansåg att hustrur redan var underkastade. Istället skulle frihet från graviditet och barnavård resultera i att hustrur blev mer sexuellt tillgängliga för sina makar. På så sätt ansågs män tjäna på preventivmedel på kvinnors bekostnad. Kvinnorörelsens kamp stod istället mellan vad man beskrev som manlig och kvinnlig sexualitet. Utöver detta var kvinnor utsatta för livsfarliga förlossningar. Många som fött barn led av svåra förlossningsskador, underlivsinfektioner och livmoderframfall. Eftersom det inte fanns några säkra preventivmedel under denna tid var en livsfarlig abort den enda utvägen om preventivmedel inte fungerade. Den gifta kvinnan riskerade även att bli smittad av syfilis och andra könssjukdomar av sin man. Många kvinnor blev till exempel sterila genom gonorré. Därför diskuterade kvinnor istället behärskning och nya metoder för sexuell tillfredsställelse som inte skulle försätta kvinnan i valet mellan abort eller oönskat födande. 

#### Preventivlagen

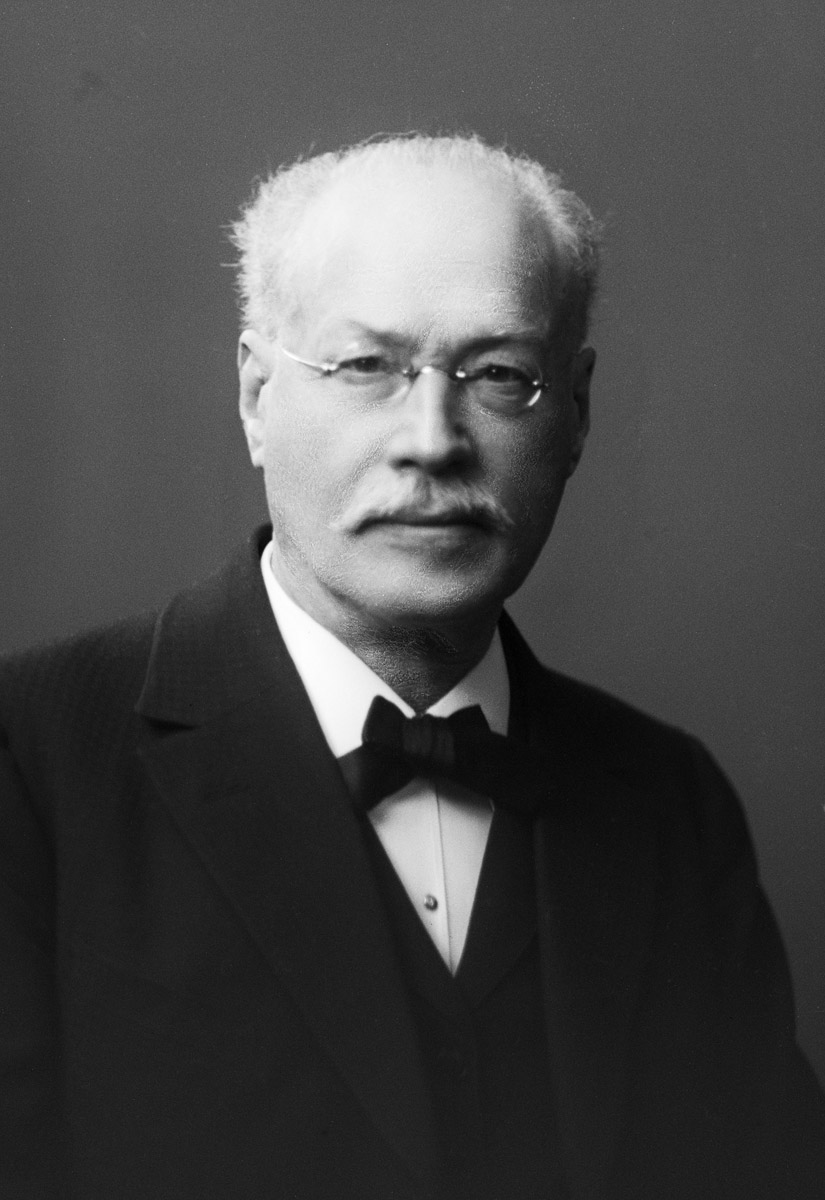
Hinke Bergegren

Vid slutet av 1800-talet växte arbetarrörelsen och kvinnorörelsen i Sverige, men de intresserade sig inte mycket för sexualupplysning och preventivmedelsfrågor. Det fanns inte heller mycket intresse av detta hos myndigheter, offentliga personer och politiker. Istället var det enskilda personer som kämpade för detta. 
De som kämpade för dessa frågor var enstaka kvinnor, läkare och personer. Några få kvinnor ansåg att barn och ungdomar behövde undervisning som lärde dem att ha relationer utan att behöva vara rädda för vad det skulle kunna resultera i. Enstaka läkare såg hur okunskapen inom sexualupplysning resulterade i många könssjukdomar och vissa människor, likt Hinke Bergegren, upprördes av hur de fattiga arbetarkvinnorna tyngdes många och täta graviditeter. Hinke Bergegren ansåg att täta graviditeter var en orsak till fattigdom och död i förtid. Hans lösning till problemet var att förmedla kunskap och ge tillgång till preventivmedel. 
Bergegrens tankar upprörde allmänheten, men främst den konservativa pressen. Han ställdes inför rätta, och 1911 infördes en lag som förbjöd offentlig information om preventivmedel. Lagen var en direkt reaktion till Bergegren och kallades Lex Hinke. Lagen fanns kvar ända till år 1938 och gav under tiden förödande konsekvenser. Fattiga flickor drabbades hårdast, då de fick bära skam och ta hand om de oplanerade barnen eller riskera sina liv i osäkra aborter, medan kvinnor med pengar hade bättre tillgång till säkra illegala aborter och preventivmedel. Den svenska myndighet som var ansvarig för lagen ansåg dock att den var bra. Detta med anledning till att användande av preventivmedel ansågs innebära en risk att människors sinnen "förråades".

## Abort
Se även Abort i Sverige och Fosterfördrivning i Sverige
Abort, som förut kallades fosterfördrivning, har alltid förekommit och olika effektiva såväl som verkningslösa metoder förmedlades informellt mellan kvinnor, men även av professionellt anlitade kloka gummor och jordemödrar. 
Abort förbjöds redan i landskapslagarna på 1200-talet, men i verkligheten var attityden förhållandevis mild, eftersom fostret inte betraktades som levande förrän det hade börjat göra fosterrörelser, och abort alltså inte var straffbart före denna tidpunkt.
1734 års lag stadgades dödsstraff för både barnamord och fosterfördrivning (abort), en lag som behölls fram till år 1864. Det finns dock inget konkret exempel på att någon kvinna dömdes till döden för fosterfördrivning under denna tid.  Barnamord - en kvinna som dolde sin graviditet och sedan i hemlighet födde och dödade sitt nyfödda barn - var en fråga som diskuterades betydligt mer än fosterfördrivning. 
I 1864 års lag avskaffades dödsstraffet för abort och istället infördes straffarbete på mellan två och sex år för både kvinnan som hade genomgått abort samt för den som hade utfört aborten. Under slutet av 1800-talet minskade barnafödandet markant och en orsak till det var att allt fler kvinnor genomgick illegal abort. Kvinnors situation ändrades, allt fler började arbeta i industrin och hade försörjningsansvar. Under de kommande årtiondena växte kampen för kvinnors rättigheter och samma år som kvinnan fick rösträtt, 1921, mildrades straffet för fosterfördrivning till 6 månaders och 2 års fängelse.

### 1938 års abortlagstiftning
Även om abortfrågan hade diskuterats under början av 1900-talet, dröjde det ända till slutet av 1930-talet innan Sverige fick en särskild abortlagstiftning. I princip varje abort hade dessförinnan varit förbjuden och belagd med straff, enligt bestämmelserna om fosterfördrivning i 1864 års strafflag. För att en kvinnans skulle få utföra abort behövde hennes hälsa eller liv anses vara i fara, det var dock inte angivet i lag. Det blev klarare att de gällande bestämmelserna för abort var förenade med problemet under 1930-talet. Ville en kvinna avbryta sin graviditet var hennes enda utväg en illegal abort. Den var förenad med stora risker då den oftast utfördes under mycket primitiva förhållanden.
Statsmakterna beslutade år 1934 att tillsätta en kommitté med uppdrag att undersöka i vilken utsträckning straffet för fosterfördrivning kunde tas bort, då antalet illegala aborter ökade kraftigt. Kommittén tog upp förslag som senare la grunden för Sveriges första abortlag som tillträdde år 1938. Den första abortlagen varade fram till 1974, när den andra abortlagen började tillämpas.
Den första abortlagen hade som huvudprincip att abort var förbjudet och straffbart, men med en del undantag. Enligt bestämmelserna gällande förbudet av abort, så skulle man tilldela straff för den som med hjälp av invärtes eller utvärtes medel olovligen dödade fostret. Kvinnan kunde slippa straff om hon själv utförde handlingen, men det förutsatte att omständigheterna inte var så allvarliga. Kvinnan kunde heller inte åtalas, om det inte var så att åtal var påkallat från allmän synpunkt. Det fanns specifika undantag för abort enligt 1938 års lag. Förutsättningarna för att få lov att göra abort var: Kvinnans motiv för aborten- abort fick endast utföras om någon av lagens fem "abortindikationer" var uppfyllda. Medicinsk-, socialmedicinsk-, humanitär-, eugenisk- eller fosterskadeindikation. Tidpunkten för aborten- enligt 1938 års lag behövde aborten ske innan den 20:e veckan, om kvinnan led av en sjukdom eller hade någon form av kroppsfel. Man kunde få utföra aborten inom den 24:e veckan, men enbart om socialstyrelsens ansåg att det fanns synnerliga skäl för det. Förfarandet för abortingreppet och abortansökan- abort fick enbart ske om kvinnan tillhandahållit ett tvåläkarintyg, eller om socialstyrelsen givit godkännande. Utöver det måste socialstyrelsen alltid undersöka fosterskadeindikationen och den eugeniska indikationen.

### 1974 års abortlagstiftning
Debatten om hur abortlagstiftningen skulle vara utformad lades inte ner i samband med att 1938 års abortlag började gälla. Istället gick debatten i en annan riktning. Diskussionen på 1920- och 1930- talet handlade om hur man skulle komma tillrätta med de illegala aborterna. Nu skulle det istället handla om de abortsökande kvinnornas sociala situation och abortförebyggande åtgärder. I förstudierna till 1974 års abortlag framgick det att 1938 års lagen var omodern i flera avseenden. Man menade att kvinnans ställning förbättrats på grund av familjepolitiska och sociala reformer under de senaste decennierna. Man hade även genom en bättre undervisning fått en mer öppen och ärlig diskussion i sexuella frågor. Den medicinska forskningen hade även gjort framsteg. Genom effektivare preventivmetod kunde kvinnan bestämma själv om hon ville bli med barn.
Under 1950-talet samt början av 1960-talet genomfördes 2000-3000 legala aborter om året. Från mitten av 1960-talet ökade antalet aborter markant och år 1973 hade de stigit till ungefär 26 000 aborter.
Frågan om den nya lagstiftningen blev aktuell under 1960-talet. Det hade då blivit allmänt känt att kvinnor sökte sig bortom landets gränser för att göra abort. Många i samhället reagerade under denna tid mot den stränga tillämpningen av abortlagen, och att kvinnor skulle behöva riskera sin hälsa genom illegala ingrepp. År 1965 tillsattes en statlig utredning för att mildra abortlagen och föreslå åtgärder för att förebygga abort. Abortutredningen lämnade en rapport år 1971, “Rätt till abort”, men lagändring dröjde. Anledningen till det var att många var oroliga över att aborttalen skulle stiga ytterligare om aborten blev fri, medan andra efterfrågade förebyggande åtgärder och bättre preventivmedelsrådgivning. År 1974 antog riksdagen, efter flera års arbete, lagen om fri abort.
Den liberala svenska abortlagen fick stor betydelse för kvinnors hälsa och har lett till förbättrad hälsa och färre oönskade graviditeter. I början av 1970-talet när man började tillämpa abortlagen mer liberalt, så att det i realiteten blev kvinnan som fattade beslutet, ledde det till att antal legala aborter ökade snabbt. Det hade en stor betydelse för kvinnors hälsa då abortlagens utformning hade en stor betydelse för under vilka förhållanden aborten utförs. Riskerna i samband med ett abortingrepp är relaterade till hur långt graviditeten är kommen när aborten utförs. Den liberala abortlagen innebar att kvinnorna själva fattar beslut om abort, och inte behöver vänta på läkare- eller kuratorutredning. Med anledning av  att aborterna nu gjordes tidigt och att säkrare abortmetoder hade  utvecklats eliminerades dödligheten i abortingrepp praktiskt taget helt  i Sverige.
I samband med abortlagens tillkomst år 1975, skedde en stor satsning på abortförebyggande åtgärder, såsom  kostnadsfri preventivmedelsrådgivning och vissa preventivmedel.

## Sexualupplysning
Frågan om införandet av sexualundervisning i skolorna började diskuterades i Sverige i början av 1900-talet. 

### Motstånd
Införandet av sexualundervisning i skolan möttes av motstånd, främst från föräldrar och från medelklassen. Det berodde på att de oroade sig för att barnens oskyldiga sinnen skulle förstöras, men det handlade även om rädsla för att barn skulle informeras om sina föräldrars sexualliv. Kyrkan, den lutherska statskyrkan, som formellt omfattade 98% av befolkningen, accepterade inte heller tanken på sexualundervisning till en början. Anledning till detta var att det inom kristenheten fanns en lång tradition av tystnad och tabu som grund för sexualmoralen.
I början på 30-talet fördes en viss debatt om preventivmedel och sexualundervisning. Motståndarnas argument handlade om oron för att arbetarklassen skulle njuta för mycket av sin sexualitet, om preventivmedel blev tillgängliga. De menade även att det skulle störa deras koncentration på arbetet, och därmed skulle det kunna påverka industrin bland annat. Bland politikerna fanns både motstånd och stöd. Riksdagen behandlade under 30-talets andra hälft många motioner gällande sexualundervisning och abortlagstiftning.

### Sexualundervisning
Debatten gällande sexualundervisning i skolan gav politisk effekt. Den svenska riksdagen tog emot en motion redan år 1910, som krävde att sexualundervisning skulle införas i skolan, men motionen avslogs.
År 1918 tillsattes en statlig kommitté som skulle lägga förslag om åtgärder för att sänka antalet fall av könssjukdomar. I kommittén satt en läkare som skrev en hel kursplan för sexualundervisning i skolan. Enligt läkaren var undervisning det enda sättet att komma till rätta med de sexuellt överförbara sjukdomarna. Han ville ge unga människor en mogen attityd till sin sexualitet, och han hävdade att sexualundervisningen skulle visa att sexualiteten inte är smutsig. Kursplanen som läkaren skrev publicerades av kommittén, och kom att bli ett viktigt stöd för sexualundervisningen. Det kom även stöd från lärarnas fackliga organisation som uttalade sig för sexualundervisningen i skolan.
Under 1920-talet var samhällsförändringarna stora inom många områden. Tiden kom att kallas för "första sexuella revolutionen". Unga sökte nya samlevnadsformer samtidigt som synen på sexualiteten blev friare. Den mer öppna sexualsynen medförde emellertid till en del oönskade konsekvenser. Oplanerade och oönskade graviditeter blev fler samtidigt som antalet fall av könssjukdomar ökade, det berodde på att okunskapen om preventivmedel var stor. Det var många läkare som engagerade sig i arbetet för sexualupplysning vid denna tid. Deras huvudsakliga motiv var att bekämpa könssjukdomar.